# Marcos Pejacsevich
Marko Pejačević (španj. Marcos Pejacsevich) (Osijek, 27. srpnja 1940.) hrvatsko-argentinski je gospodarstvenik, član povijesne hrvatske plemićke obitelji Pejačevići i predsjednik Argentinsko-hrvatske gospodarske komore. Njegovu karijeru obilježio je rad u zastupanju europskih poduzeća u Argentini i predsjedavanje poslovnim komorama.

## Životopis

### Mladost
Rođen je u Osijeku 1940. godine (tada u sklopu Kraljevine Jugoslavije) kao četvrto dijete obitelji grofa Petra Pejačevića i barunice Klare Inkey de Palin. Nakon ranog djetinjstva u Našicama, godine Drugoga svjetskog rata provodi s obitelji u Madridu, gdje je njegov otac obnašao dužnost veleposlanika NDH. Jugoslavenske vlasti su njegova oca osudile na smrt zbog veza s ustaškim režimom te se obitelj 1947. godine se konačno seli iz Španjolske u Argentinu i nastanjuje u gradu Buenos Airesu, budući da se s dolaskom komunizma kao plemićka obitelj nije mogla vratiti na svoje posjede. Ondje pohađa isusovački školu San Salvador te nakon toga uspješno završava Poduzetničko sveučilište u Argentini.

### Poduzetnička karijera u Argentini
Svoju poduzetničku karijeru započeo je u Elexolu, poduzeću za proizvodnju električnih motora, da bi ubrzo tijekom šezdesetih i sedamdesetih s austrijskim poduzećima Casa Denk Aceros Boehler i Huber prešao u čeličnu industriju i industriju valjnih ležajeva. Godine 1978. postaje predsjednik austrijskog Steyra (Steyr Daimler Puch) za Južnu Ameriku. Povratkom demokracije u Argentini, 1983. godine, postaje predsjednik Argentinsko-austrijske gospodarske komore. Istovremeno, inicira niz poslovnih projekata s poduzećima Brinks Argentina, SFK Argentina i TV Cable Color. Ulaskom u 21. stoljeće zastupničku djelatnost proširuje za poduzeća iz ostalih zemalja Europske unije. U istom razdoblju obavlja niz predstavničkih funkcija među kojima se ističu predsjedavanje Savezom stranih i dvonacionalnih trgovačkih komora i vođenje Argentinske trgovačke komore (2000. – 2004.). Za osobite zasluge u promicanju gospodarske suradnje Republika Austrija odlikovala ga je Velikim zlatnim križem sa zvijezdom (1988.) i počasnim križem za zasluge (2009.).

### Suradnja s Hrvatskom
Nakon osamostaljenja Republike Hrvatske obitelji Pejačević omogućen je povrat oduzete imovine i povratak u njezin društveni, kulturni i gospodarski život. Godine 2015. proglašen je počasnim građaninom grada Našica, a od 2019. godine predsjednik je Argentinsko-hrvatske gospodarske komore.

### Privatni život
Oženjen je i otac četvero djece. Doživotni je počasni član Njemačkog kluba u Buenos Airesu, član Rotary kluba i vitez počasnog i suverenog malteškog reda. U srpnju 2021. godine objavio je svoju autobiografiju pod naslovom Memoari iz Starog i Novog svijeta.